# Silver Bell
Silver Bell è l'ottavo album in studio della cantautrice statunitense Patty Griffin, pubblicato nel 2013 ma registrato nel 2000.

## Tracce
Testi e musiche di Patty Griffin, eccetto dove indicato.
1. Little God – 5:05
2. Truth #2 – 4:31
3. Boston – 4:03
4. Perfect White Girls – 3:49
5. Sooner or Later – 3:26
6. What You Are – 4:43 (Griffin, Craig Ross)
7. Silver Bell – 3:09
8. Fragile – 3:39
9. Mother of God – 4:15
10. One More Girl – 5:01
11. Sorry and Sad – 3:15
12. Driving – 4:18
13. Top of the World – 5:01
14. So Long – 5:07